# Edward Bernays
Edward Bernays, född 22 november 1891 i Wien, död 9 mars 1995 i New York, anses tillsammans med Ivy Lee vara grundaren av området public relations. Han kombinerade Gustave Le Bons och Wilfred Trotters idéer om masspsykologi med sin morbrors, Sigmund Freuds psykoanalytiska idéer, och var en av de första att försöka manipulera allmänheten genom att rikta sig till deras undermedvetna.
Bernays, som ansåg att samhället var irrationellt och farligt till följd av ”flockinstinkten” som Trotter hade beskrivit, ansåg att denna manipulation var nödvändig i ett civiliserat samhälle. Adam Curtis prisbelönta dokumentär för BBC, The Century of the Self från 2002, talar om Bernays som grundaren av det moderna fältet public relations.
Bernays skötte PR-satsningen på världsmässan New York World’s Fair 1939 med verket democracity.
Bernays kallades i tidskriften Life för en av USA:s mest inflytelserika personer under 1900-talet.